# Aaviku (Saaremaa)
Koordinaten: 58° 25′ N, 23° 0′ O
Aaviku ist ein Dorf (estnisch küla) auf der größten estnischen Insel Saaremaa. Es gehört zur Landgemeinde Saaremaa (bis 2017: Landgemeinde Laimjala) im Kreis Saare.
Das Dorf hat 32 Einwohner (Stand 31. Dezember 2011).